# Rio Araticu
Rio Araticu är ett vattendrag i Brasilien.   Det ligger i delstaten Pará, i den centrala delen av landet, 600 km norr om huvudstaden Brasília.
Omgivningarna runt Rio Araticu är huvudsakligen savann. Trakten runt Rio Araticu är nära nog obefolkad, med mindre än två invånare per kvadratkilometer.